# Pavel z Khevenhülleru
Pavel svobodný pán z Khevenhülleru či jen Pavel Khevenhüller, německy Paul (von) Khevenhüller (kolem roku 1593 Wernberg, Korutany – 9. prosince 1655 Stockholm) byl rakouský šlechtic, svobodný pán z rodu Khevenhüllerů. Soužil jako důstojník císařské armády, kvůli svému protestantskému vyznání byl však nucen odejít do exilu a poté sloužil ve švédské armádě.

## Život

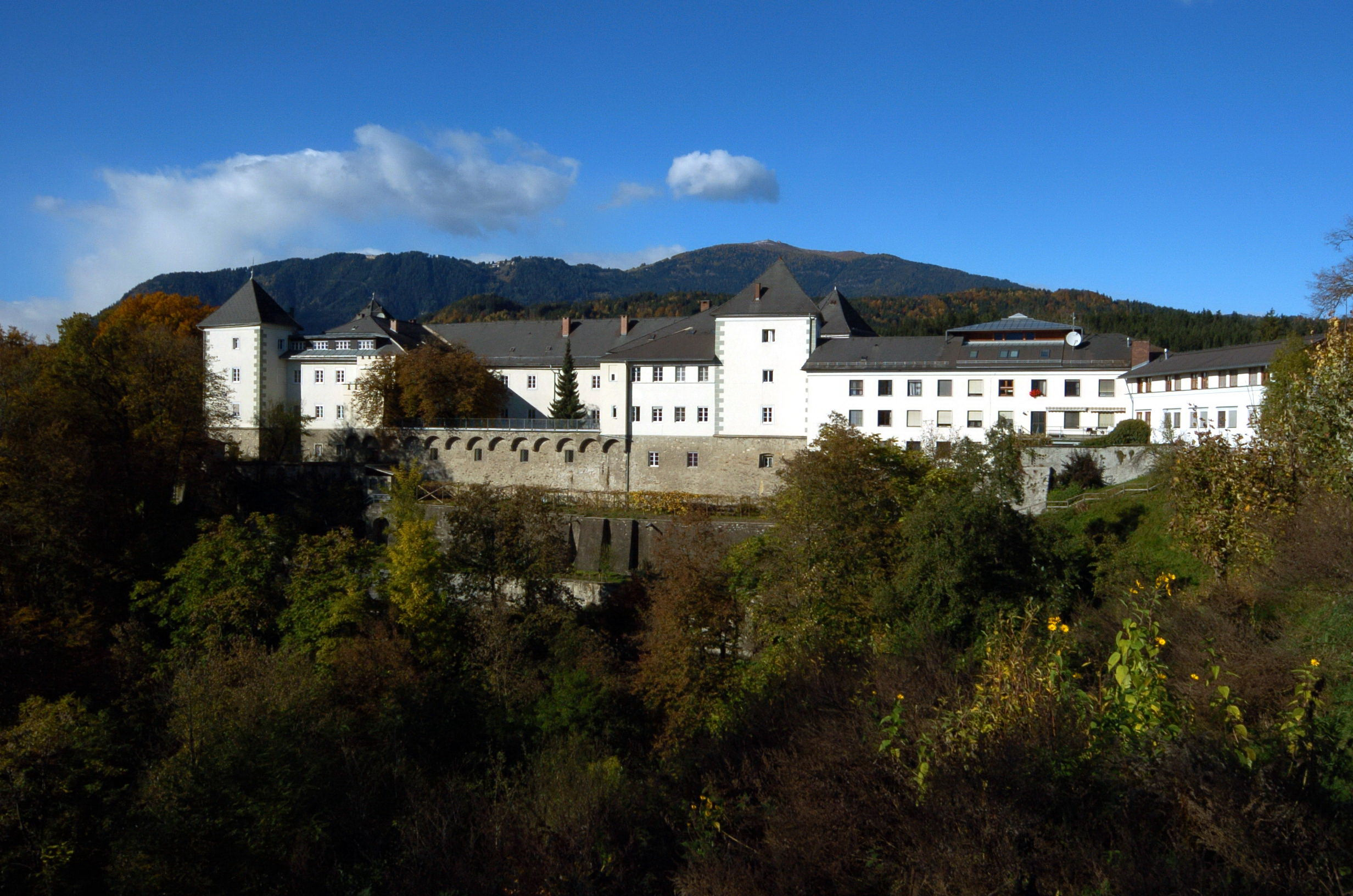
Renesanční zámek Wernberg

Narodil se jako syn svobodného pána Zikmunda V. z Khevenhüller-Wernbergu (1558–1594) a jeho manželky Reginy z Tannhausenu (1569–1624), dcery Pavla z Tannhausenu a Amálie z Dagsbergu. Byl vnukem svobodného pána Jiřího III. z Khevenhüller-Landskronu (1534–1587) a Sibylly Weitmoserové (1538–1564).
Jeho matka Regina z Tannhausenu se 4. února 1596 podruhé provdala v Klagenfurtu za říšského hraběte Bartoloměje z Khevenhülleru (1539–1613).
Pavel měl nevlastního bratra Jana z Khevenhülleru (1597–1632, padl v bitvě u Norimberka).
Jeho děd Jiří z Khevenhülleru postavil v letech 1570 až 1575 zámek Wernberg.
Pavel z Khevenhülleru coby rakouský protestant musel v roce 1629/1630 v důsledku náboženského ediktu Ferdinanda II. prodat rodový zámek a panství Wernberg hraběti z Wagenspergu a na počátku třicetileté války (1618–1648) odešel s rodinou do luteránského Švédska. Švédský král Gustav II. Adolf dal jeho rodině k dispozici budovu bývalého kláštera. Stal se nejprve kapitánem ve Volinu a později dvorským maršálkem švédské královny Marie Eleonory, vdovy po Gustavu Adolfovi.
Poté, co Pavel z Khevenhülleru vstoupil do švédských služeb, mu císař zabavil dřívější majetky.
Pavel z Khevenhülleru zemřel dne 9. prosince 1655 ve Stokholmu ve věku asi 62 let.

### Manželství a potomstvo

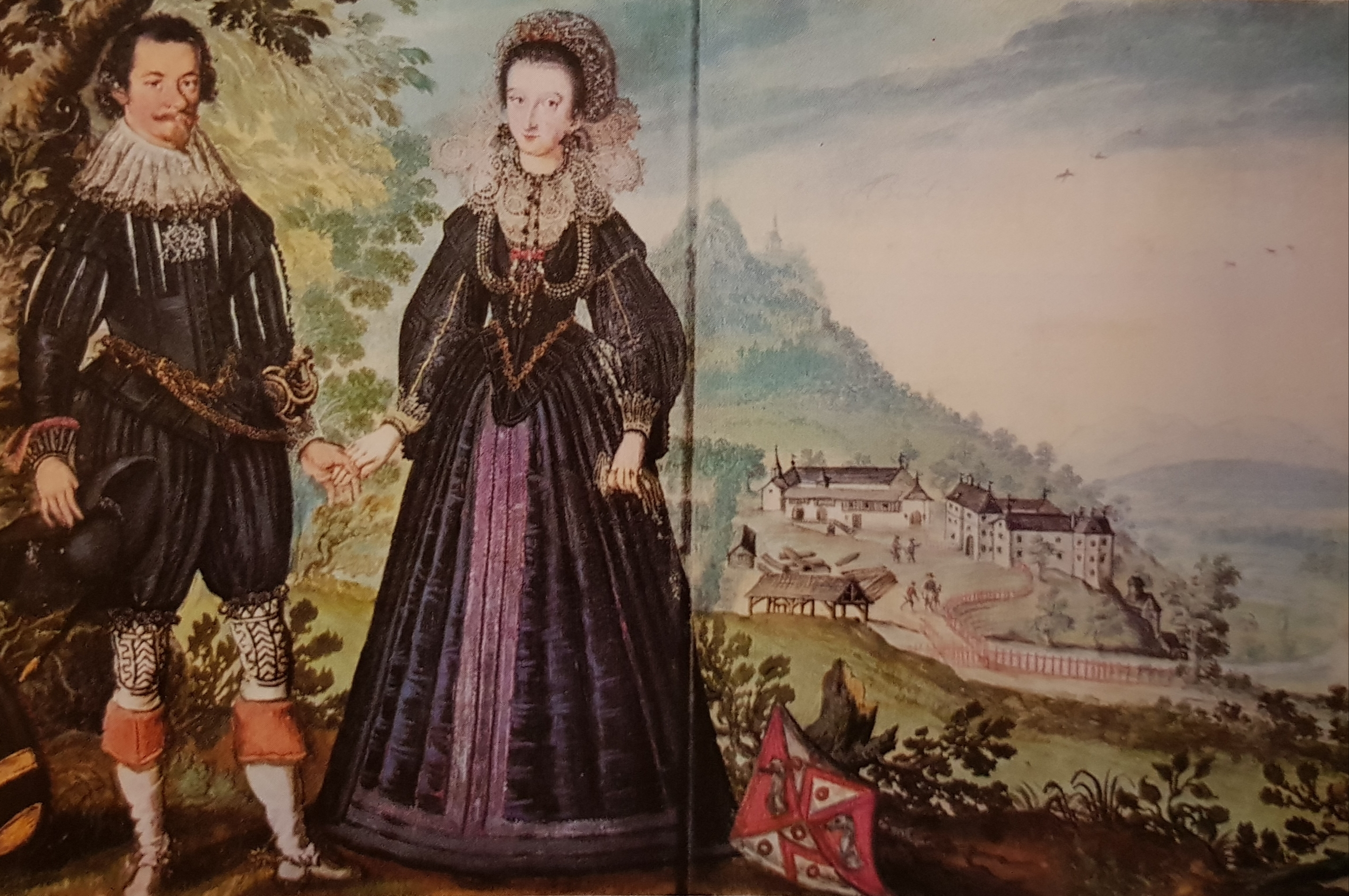
Pavel z Khevenhülleru s chotí Reginou z Windisch-Grätze před wernberským zámkem v Korutanech. Originál obrazu je uložen v Österreichisches Museum für angewandte Kunst ve Vídni.

Pavel z Khevenhülleru se v roce 1619 v Klagenfurtu oženil s Reginou Kateřinou z Windisch-Graetze (27. září 1597 – 1644, Stokholm, pohřbena v Kesteraker Julita, ve Švédsku), dcerou hraběte Ondřeje II. z Windisch-Graetze (1567–1600) a paní Reginy z Ditrichštejna-Finkensteinu (1567–1618). Manželé měli 13 dětí:
- Anna Regina z Khevenhülleru (* asi 1620, Villach – 24. června 1666, Alvesta), dědička Fagelsta
- Jiří Kryštof z Khevenhülleru (* asi 1621 – 24. února 1645, padl v bitvě)
- Bernard z Khevenhülleru (* asi 1623 – 1660, Vídeň)
- Ondřej z Khevenhülleru (* asi 1625 – 1648, v bitvě Bremervörde)
- Jan Zikmund z Khevenhülleru (* asi 1626 – 1631, Norimberk)
- Pavel z Khevenhülleru (1. listopadu 1627, Klagenfurt – 25. srpna 1658, Kodaň)
- Alžběta z Khevenhülleru (1629–1695), provdaná za Fabiana z Rosenu (pohřbena 21. února 1679 v Rize)
- Augustin z Khevenhülleru (1630, Norimberk – 3. srpna 1653, Ženeva, nabodnutý na kůl)
- Bartoloměj z Khevenhülleru (1631 – 23. srpna 1662, Norimberk)
- Amálie z Khevenhülleru (19. května 1632 – 26. října 1661), provdaná 26. září 1659 za Jiřího Augustina ze Stubenbergu (1628 – říjen 1691, Sulzbach)
- Kateřina z Kevenhuelleru (* asi 1635), od 25. ledna 1654 provdaná za Adama z Weyeru († 14. října 1676)
- Johana Jakuba z Khevenhülleru (* asi 1637), 31. července 1653 se ve Stockholmu provdala za barona Otto Mengedes z Mengdenu (1600–1681)
- Kristýna z Khevenhülleru (* prosinec 1639 – 19. července 1658, Julita)

## Galerie

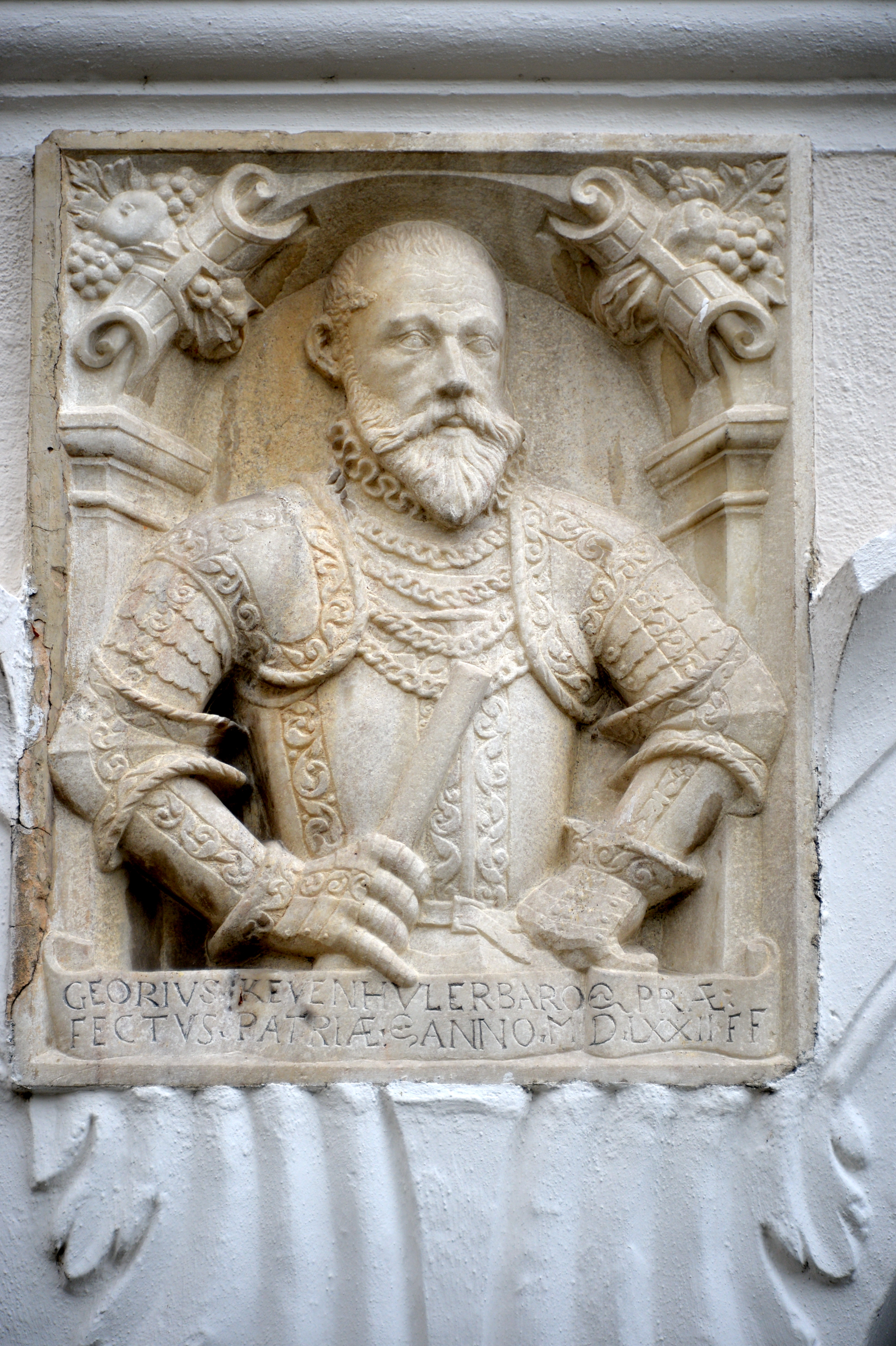
Reliéf jeho dědečka Jiřího z Khevenhülleru, 1572
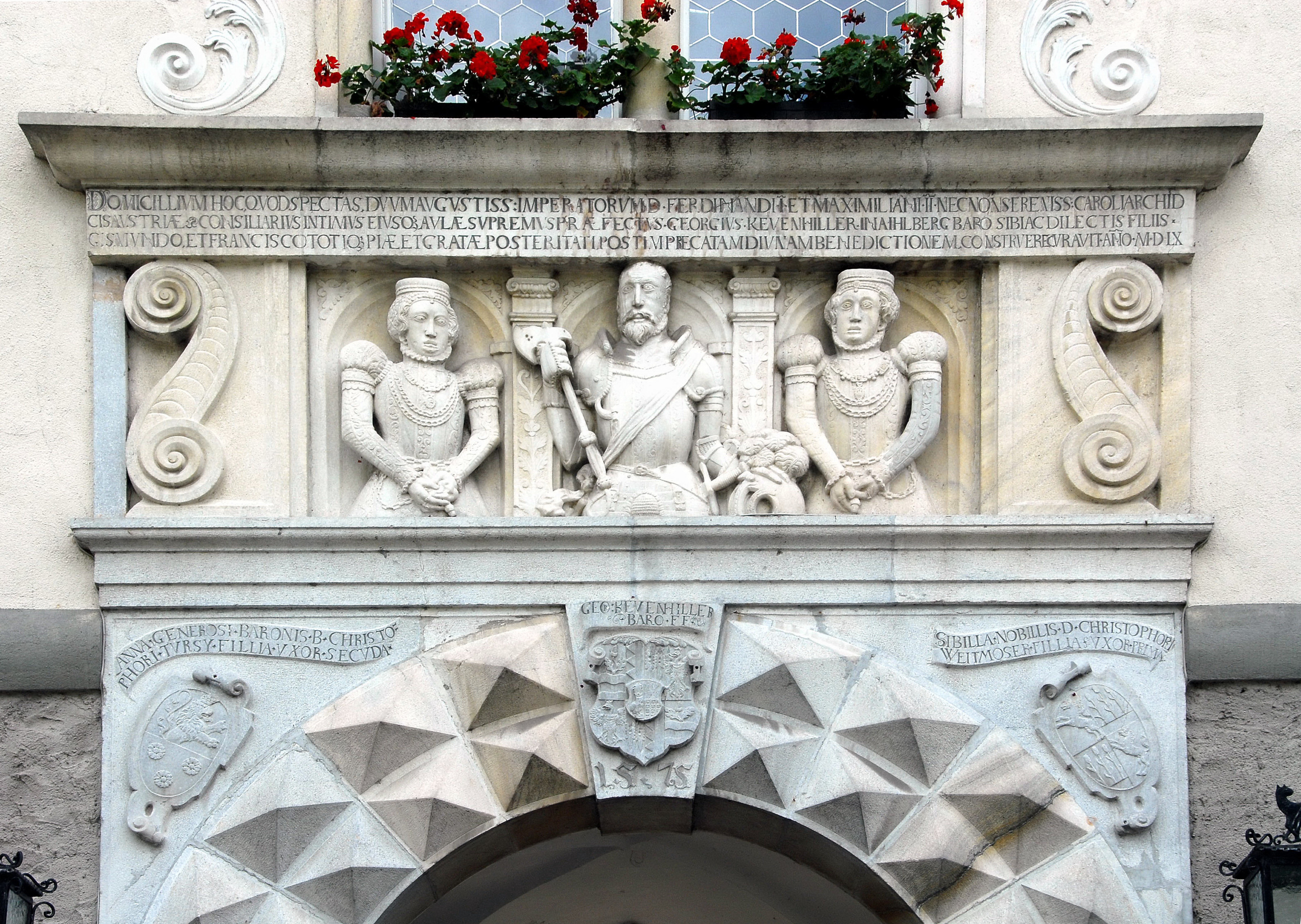
Jeho děd Jiří z Khevenhülleru se svými dvěma manželkami u severního portálu Wernberského zámku